# 恭倹寺
恭倹寺（きょうけんじ）は、長野県松本市梓川梓にある浄土宗の寺院で、山号は温良山（おんりょうざん）。

## 概要
小高い丘の木立の中にあり、周辺はりんご畑や水田である。旧松本藩内では藩主を先頭にした廃仏毀釈が激しく、藩内の75％の寺が失われた。1880年（明治13年）に当地に来た養鸕徹定上人が新寺建立を企図し、高まっていた寺院復興の動きとも合致して、この寺が創建された。このために寺の歴史は新しい。鐘楼門・梵鐘は廃仏毀釈で放棄されたものを使っているため、寺の創建よりも歴史が古い。本堂は、1973年（昭和48年）に松本市の浄林寺の旧本堂を譲り受けて移築したもので、創建以来の本堂建立の願いを果たした。

## 鐘楼と梵鐘
梓川の対岸である波田上波田から登った山中に、江戸時代には「信濃日光」と呼ばれ、参拝者も多かった若沢寺という大きな真言宗の寺院があった。しかし、この寺院も、廃仏毀釈の動きの中で1871年に廃寺とされた。この寺の鐘楼門は、この若沢寺廃寺の枡組等の部材を使って竣工している。
梵鐘は、1891年に、やはり廃寺となった上総国最勝福寺の梵鐘を、小県郡上田町（現上田市）の金物商が売りに出していたことから、輸送料込み331円で購入した。この梵鐘はその銘から、1698年（元禄11年）に造られたものであることがわかっている。太平洋戦争の金属回収運動によって供出を迫られたが、当時の住職がそれに抗して、潰すことをまぬがれた。

## アクセス
- アルピコ交通上高地線（通称・松本電鉄）波田駅から車で15分（直近の駅は同下島駅または森口駅であるが、タクシーはいないので、波田駅から呼ぶことになる）

## 周辺
- 梓川小学校
- あずさがわ霊園
- 三郷堆肥センター